# Ї
Ї (onderkast ї) is een letter van het cyrillische alfabet die in het Oekraïens wordt gebruikt. Hij wordt als /ji/ uitgesproken. Deze letter kan met de Latijnse I, en nog specifieker de latijnse Ï die identiek wordt weergegeven, worden verward.

## Gebruik
De letter komt enkel in Oekraïense tekst en niet in het Russisch voor. Als gevolg daarvan is deze letter tijdens de oorlog in Oekraïne in 2022 een symbool geworden van Oekraïense onafhankelijkheid.

## Weergave

### Unicode
De Ї en ї zijn in 1993 toegevoegd aan de Unicode 1.0 karakterset.
In Unicode vindt men Ї onder het codepunt U+0407 (hex) en ї onder U+0457.

### HTML
In HTML kan men voor Ї de code &YIcy; gebruiken, en voor ї &yicy;.